# Ваді-Метхандуш

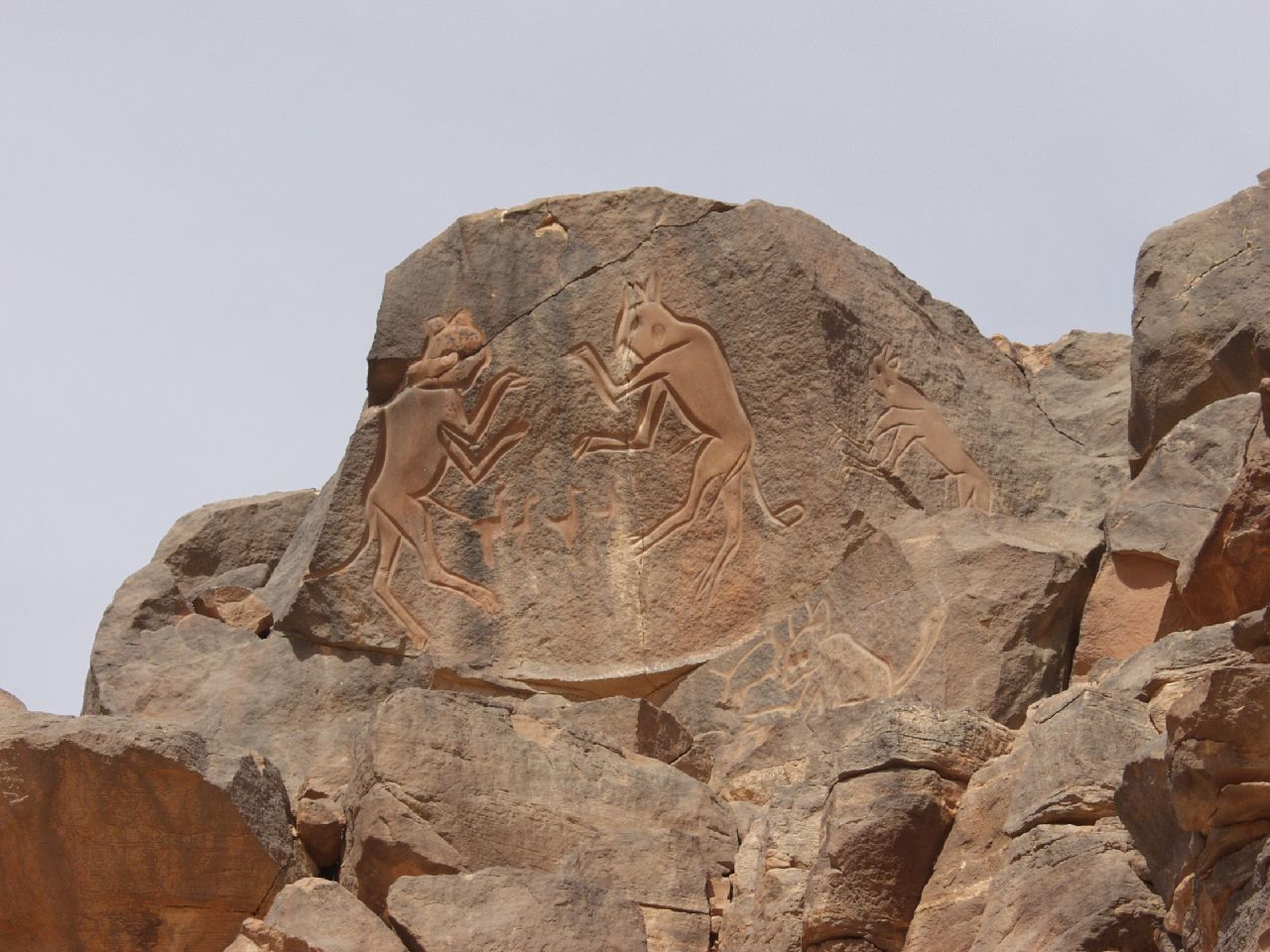
Наскельне зображення великих котячих, що борються, стало неофіційним символом Ваді-Матендус

Ваді-Метхандуш, Ваді-Матендус — доісторичний археологічний пам'ятник на південному заході Лівії в Месака-Сеттафет, відомий вибитими на скелях зображеннями тварин — слонів, жирафів, великих котячих, биків і крокодилів.

## Галерея

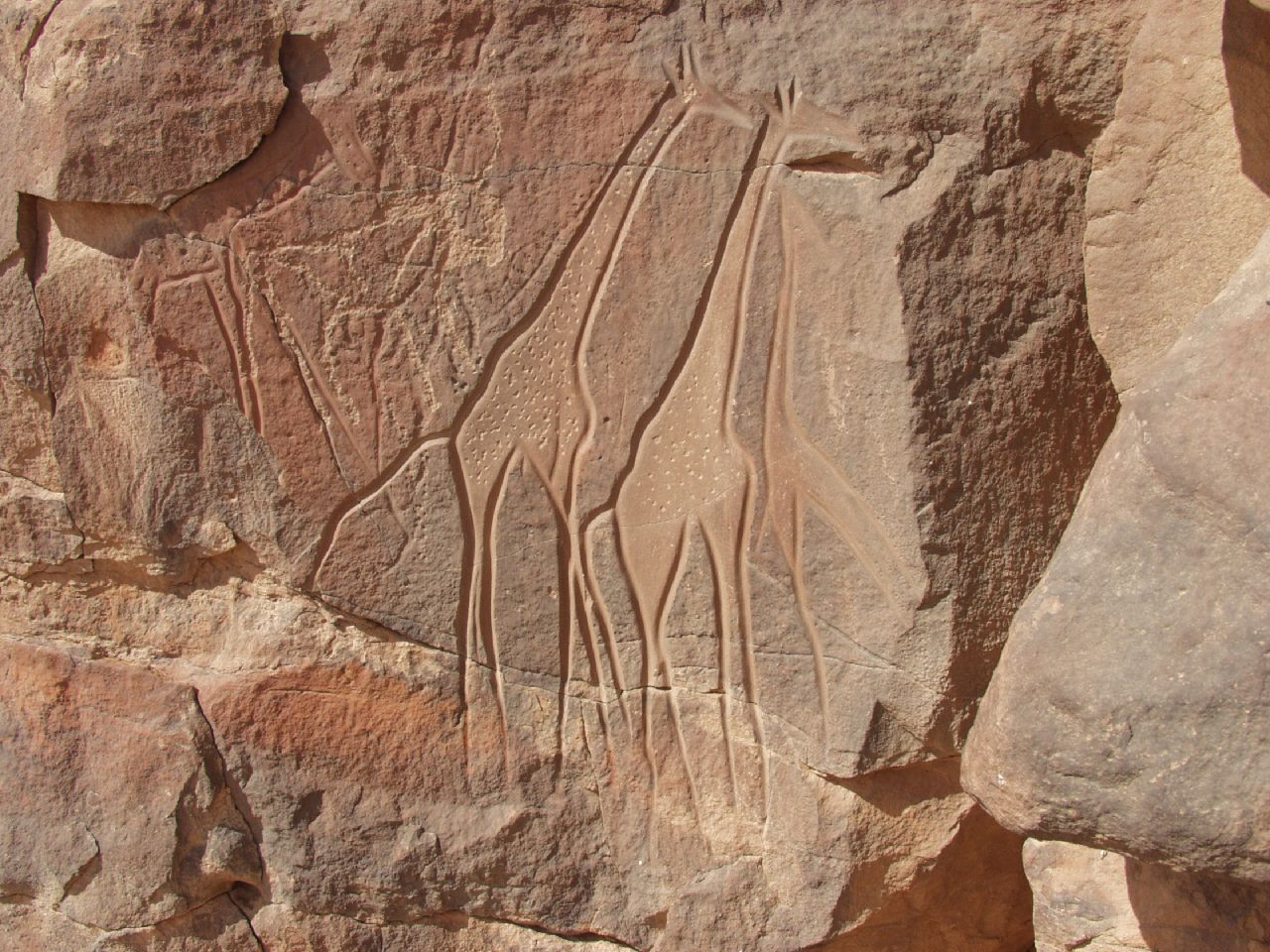
Наскельне зображення жирафів
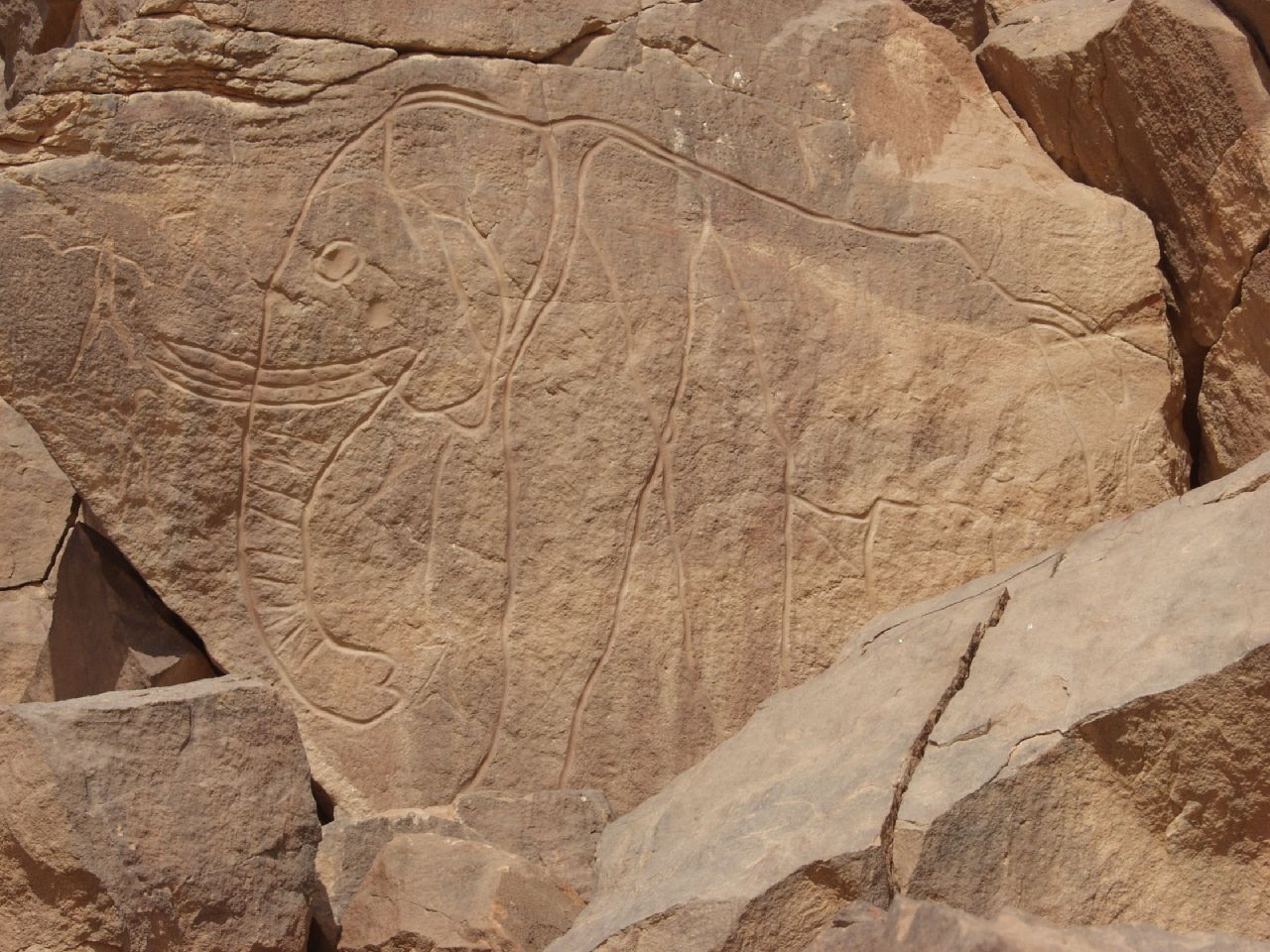
Наскельне зображення слона
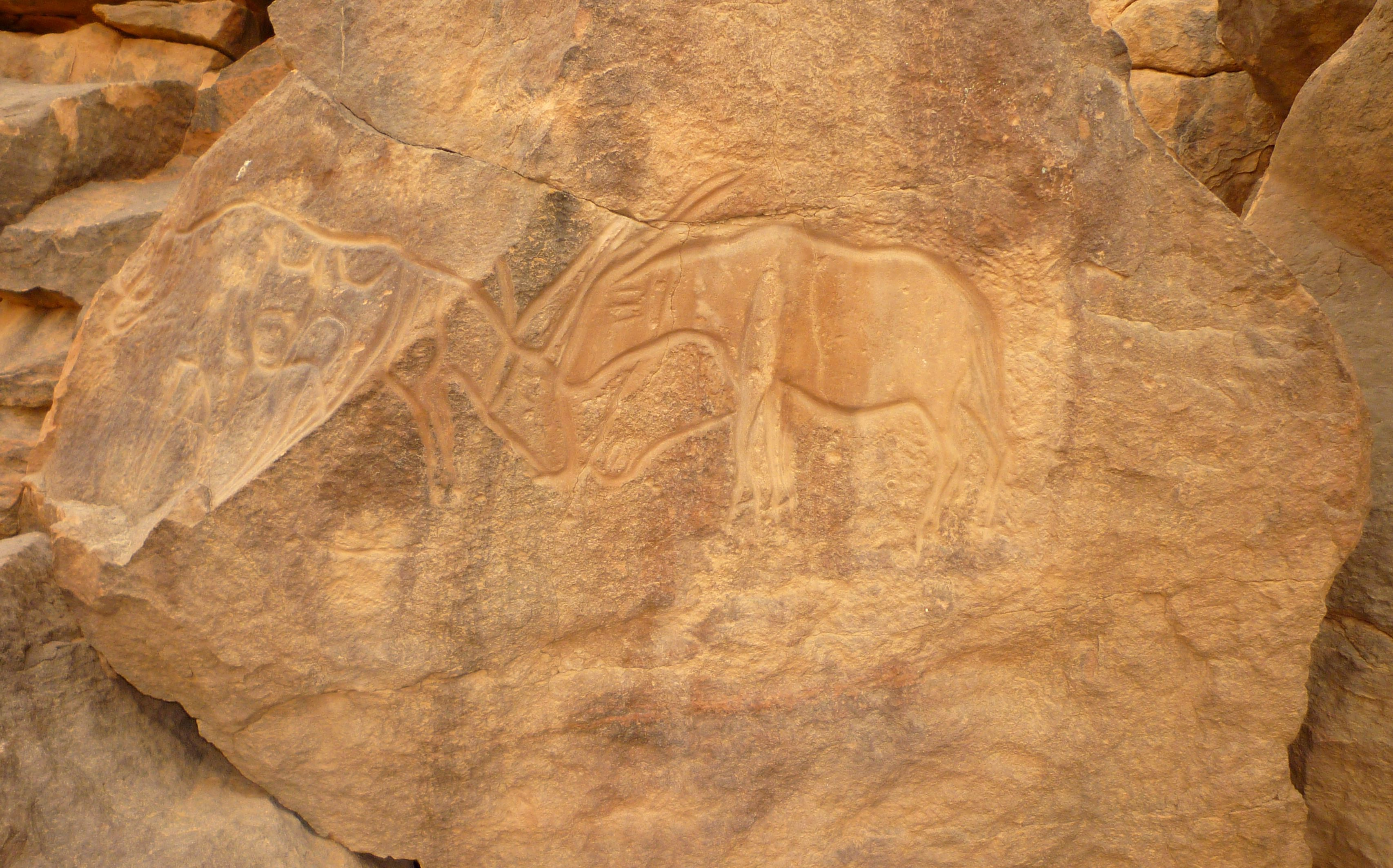
Антилопи
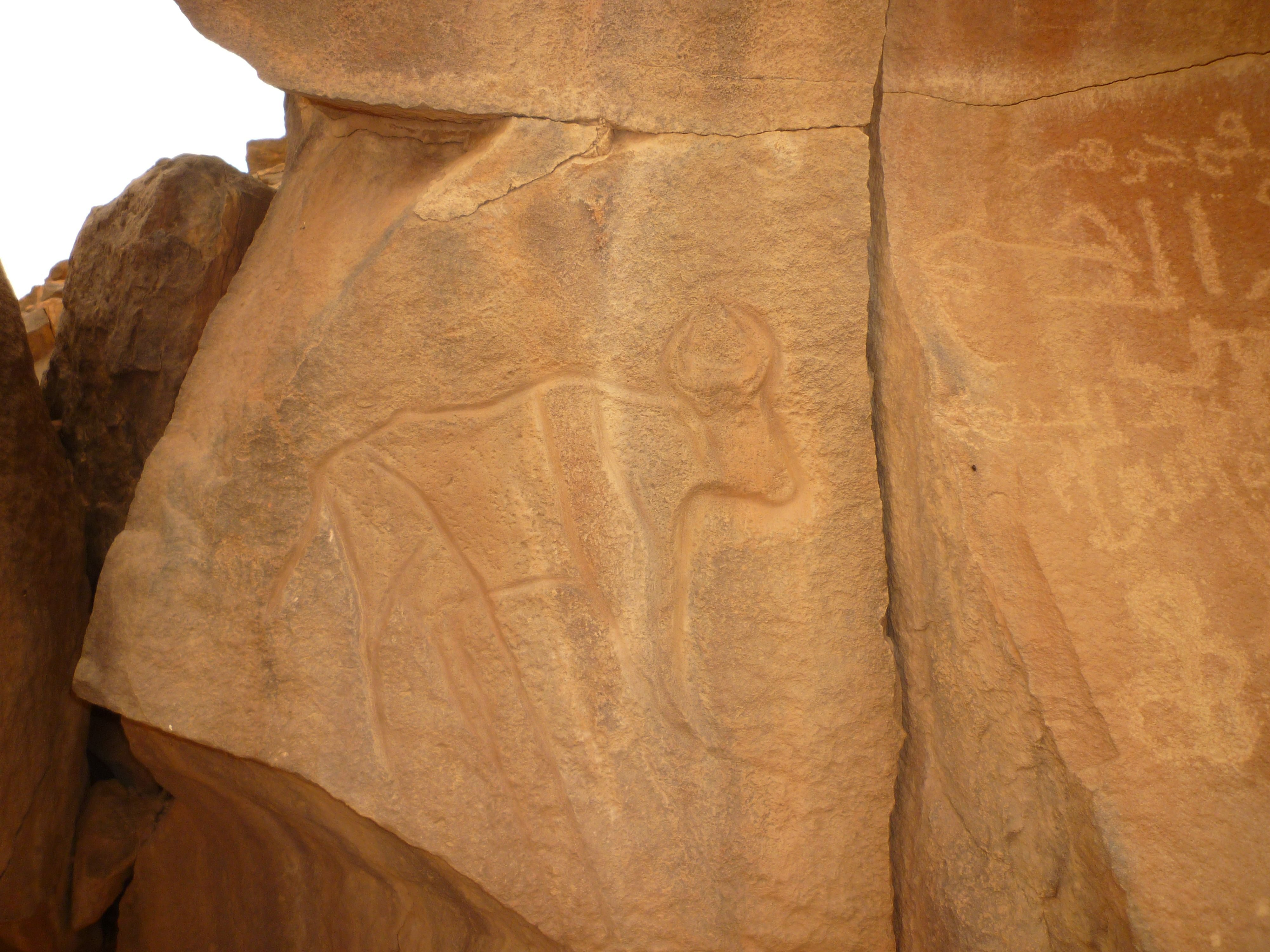
Бик
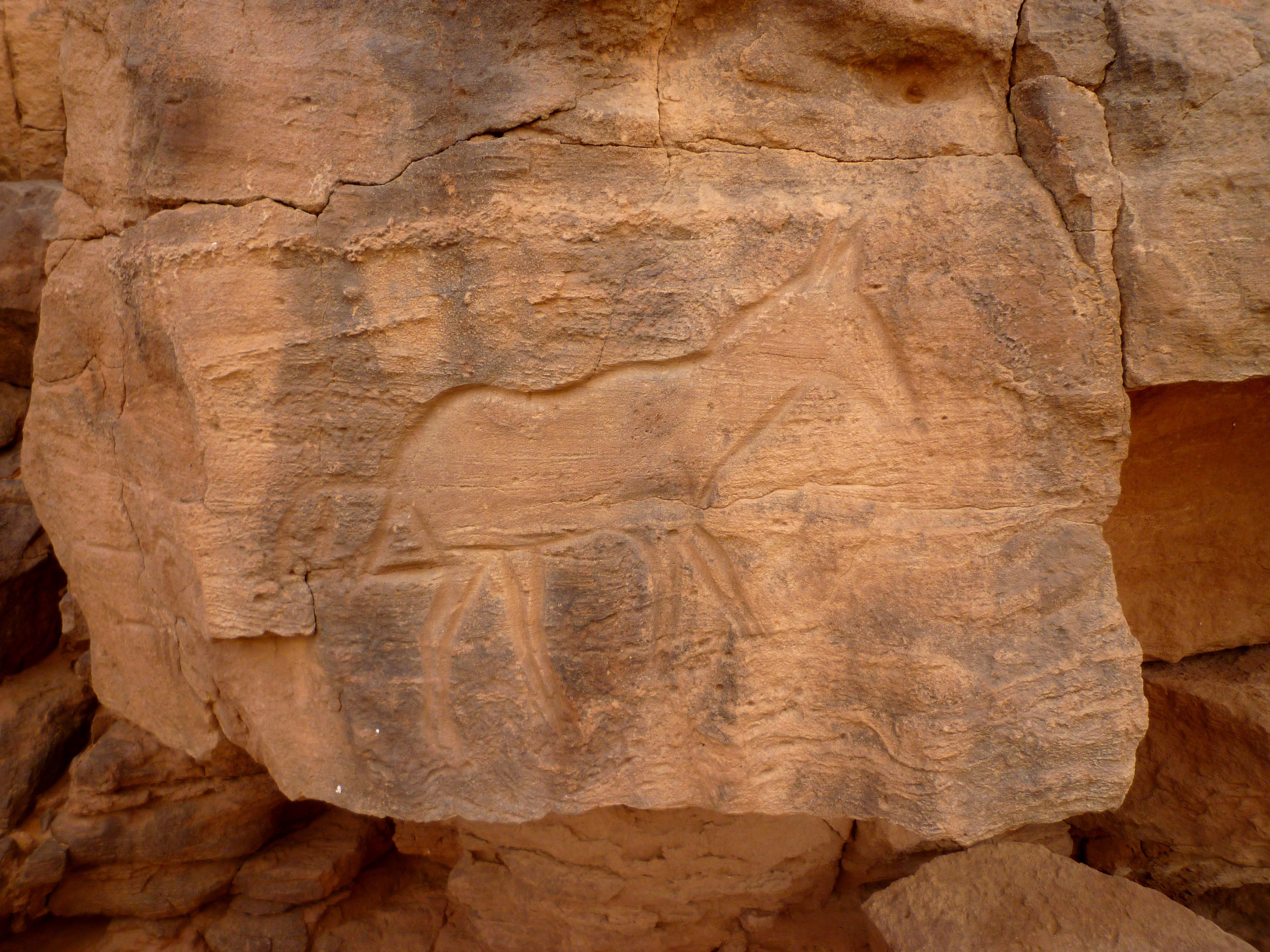
Кінь
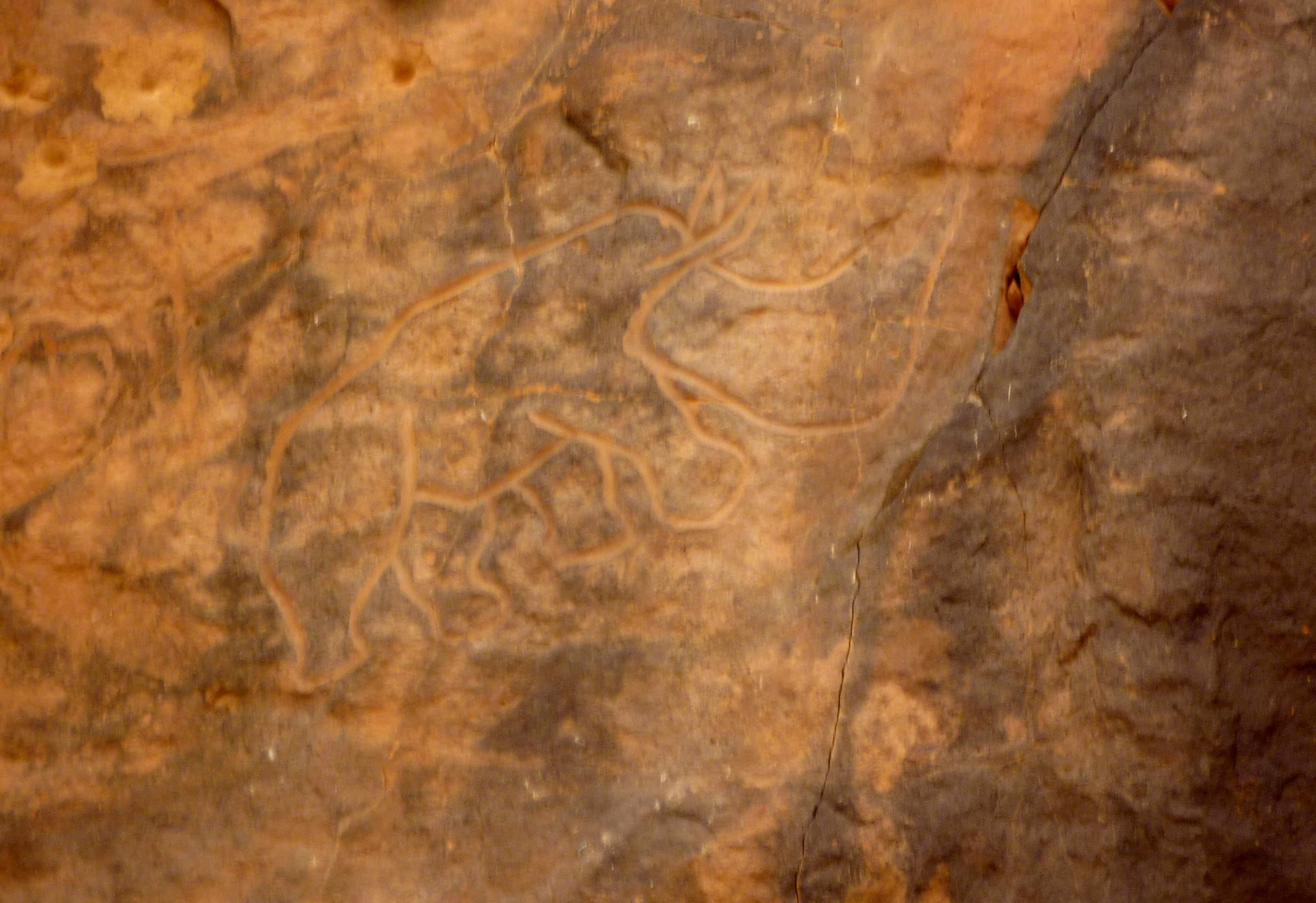
Носоріг
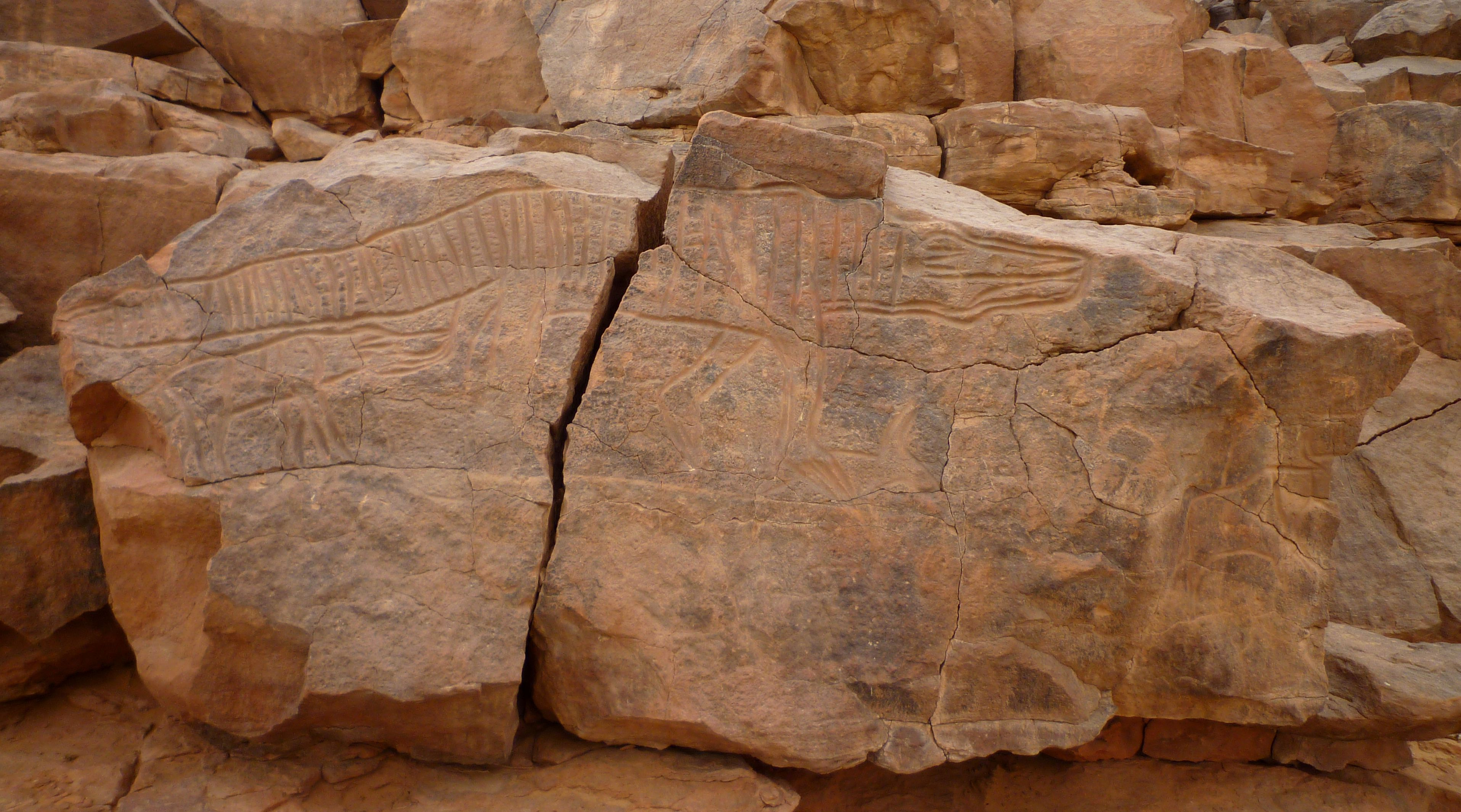
Крокодил
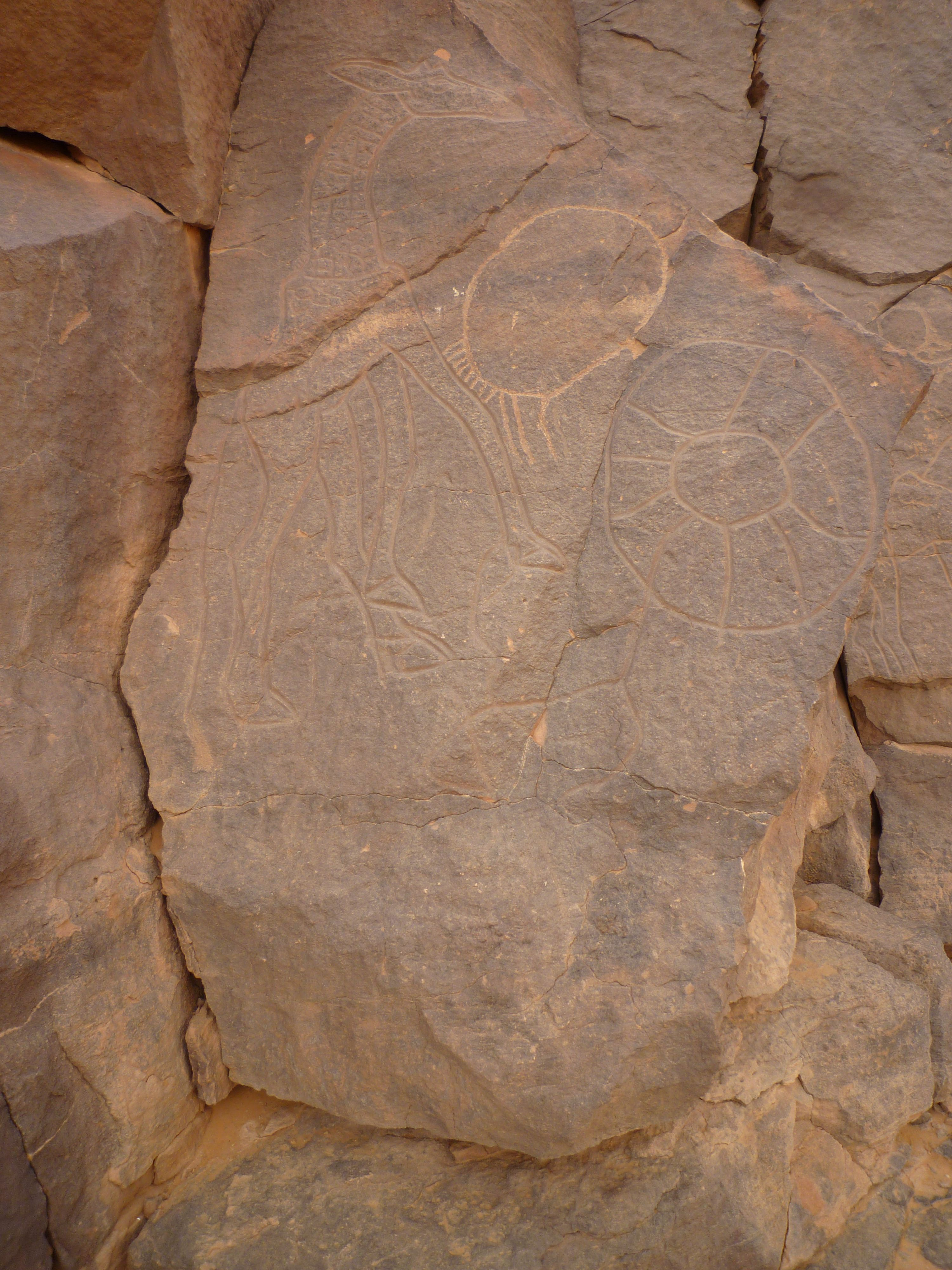
Жираф
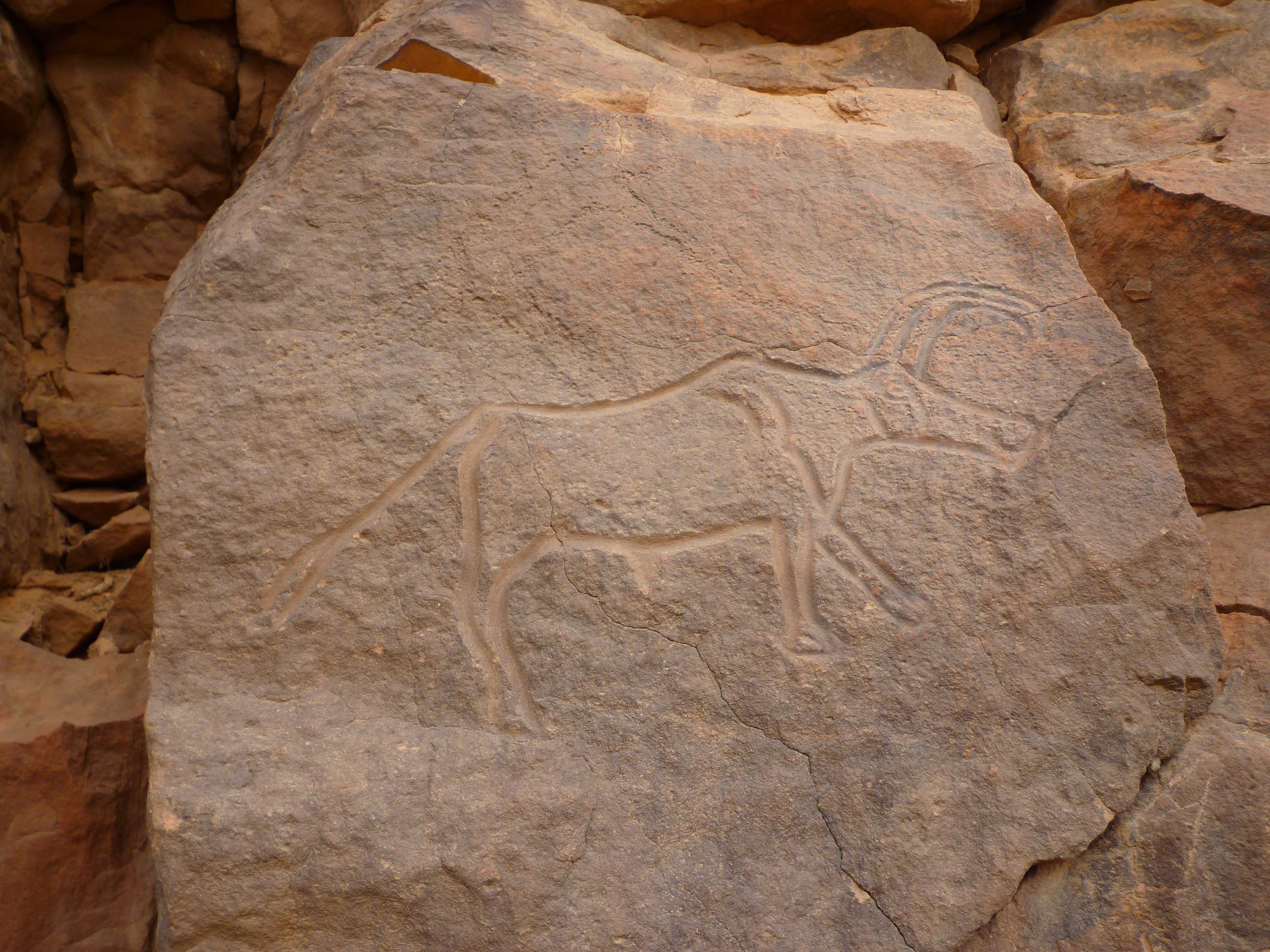
Антилопа чи бик
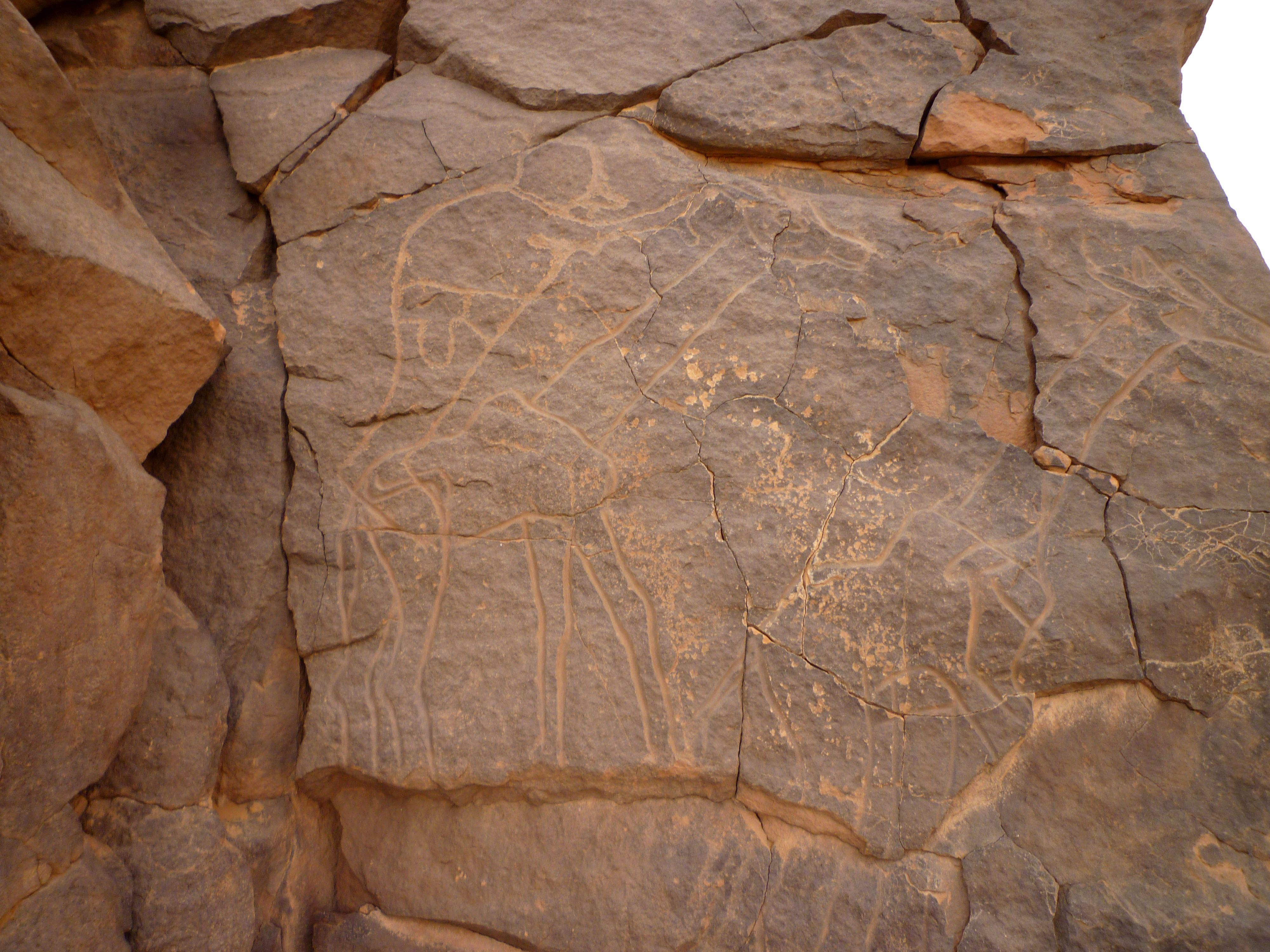
Жирафи

## Див. Також
- Наскельне мистецтво Сахари